# Phantom Bullet
Phantom Bullet il cui vero nome è Allan Lewis, è un personaggio dei fumetti, creato da Joe Simon (testi e disegni), pubblicata dalla Timely Comics (che è diventata la Marvel Comics). La sua prima apparizione è in Daring Mystery Comics n. 2 (febbraio 1940).

## Biografia del personaggio
Al Daily Bulletin, il redattore responsabile della cronaca cittadina è infuriato: un milionario è stato assassinato e il reporter Allen Lewis non si trova. Finalmente un collega lo rintraccia mentre sta dormendo su una giostra e gli espone le ultime notizie. Allen si reca sulla scena del crimine e si rende contro che si tratta di un vero enigma: la vittima è stata strangolata in camera da letto, la porta era chiusa dall'interno e i domestici non hanno visto nessuno entrare; la stanza si trova al ventesimo piano, a ben dieci piani di distanza dal tetto; solo un uccello avrebbe potuto entrare dalla finestra! Quando Allen esamina il corpo, trova una piuma colorata ancora stretta nella mano.
Infine, la polizia gli rivela infine di aver trovato impronte di sette dita e che si tratta del terzo caso di questo genere nella stessa settimana. Allen rientra in ufficio e comincia a scrivere il pezzo ma viene interrotto dal redattore che gli ha affidato l'incarico e che ora deride i suoi sforzi di andare in fondo alla faccenda. Indispettito, Allen lascia l'ufficio senza finire l'articolo. Convinto che l'assassino sia stato disturbato prima di poter violare la cassaforte e che quindi tornerà a completare l'opera, il reporter si reca di nuovo sulla scena del crimine e riesce a raggiungere l'edificio saltando dal tetto del palazzo adiacente. Si nasconde quindi dietro a un comignolo e attende l'arrivo dell'assassino.
Non molto tempo dopo, servendosi di una corda qualcuno si arrampica sul tetto ma è troppo buio perché Allen possa distinguerne i lineamenti. Il reporter, con la pistola in pugno, cerca di acciuffare il delinquente ma viene bloccato e messo KO da alcuni complici di cui non si era accorto e che sembrano avere artigli alle mani. Al suo risveglio Allen si ritrova con un'altra piuma e molti interrogativi. Al suo rientro in ufficio, si ritrova declassato a occuparsi solo piccole storie: il redattore della cronaca cittadina lo invia da un inventore che afferma di aver ideato un nuovo tipo di pistola la quale utilizza proiettili di ghiaccio che si sciolgono dopo aver raggiunto l'obiettivo.
Temendo di essere in pericolo, l'inventore affida l'arma ad Allen. Il reporter è scettico ma quando scopre che l'inventore è stato ucciso si ricrede e decide di utilizzare lui stesso l'arma per combattere il crimine. Si crea a tale scopo un costume: una maglia gialla con disegnata una pallottola blu sul petto, pantaloni da equitazione blu, stivali neri e mantello rosso. Così vestito si dirige verso la residenza di Rafael Case, un milionario che nel pomeriggio ha ricevuto un messaggio di avvertimento. Allen si introduce in casa della vittima designata, che lo scambia per l'assassino. Per fortuna il reporter è più veloce e riesce a immobilizzare Case, che gli rivela di aver ricevuto tramite posta un biglietto con il quale lo si invitava a consegnare mezzo milione di dollari per la nascita di un nuovo governo negli Stati Uniti in cambio della vita.
Allen si nasconde dietro a una tenda e riesce così a sorprendere il ricattatore ma viene nuovamente bloccato da altri figuri. Riesce a uccidere una di queste creature usando i proiettili di ghiaccio, tuttavia le altre si involano tra gli alberi con il denaro. Allen si allontana prima dell'arrivo della polizia, che trova il buco del proiettile nella creatura ma non il proiettile: proprio per questo il misterioso eroe viene ribattezzato Phantom Bullet, Scourge of the Underworld (In italiano: il flagello del crimine).
Allen nel frattempo torna in ufficio e scopre che un altro milionario, Nelson Glaven, ha ricevuto una lettera di ricatto. Nei panni di Phantom Bullet il reporter si apposta per pedinare l'uomo che si è presentato a ritirare i soldi: si tratta di un accattone di nome Benny che è stato pagato per spedire i messaggi e recuperare il denaro. Allen riesce a scoprire dove i soldi avrebbero dovuto essere spediti ma l'indirizzo si rivela essere quello di un cimitero. Nel frattempo una ricca ereditiera viene rapita e la famiglia riceve una nota con la richiesta di mezzo milione di dollari.
Allen si reca da Bennie ed, esaminando le buste fornite dai ricattatori, scopre che quando sono esposte alla luce, l'indirizzo che vi è scritto scompare e ne appare un altro. Questo conduce Phantom alla residenza di un esploratore africano di nome Alvarez Monez, dove è tenuta prigioniera la ragazza. Phantom si trova ad affrontare le strane creature al servizio di Monez, che si rivelano essere cacciatori di teste africani, addobbati con dei copricapo piumati. Mentre cercano di afferrarlo, gli uomini precipitano da una torre e Phantom uccide Munez con un proiettile di ghiaccio. Allen torna infine alla sua vita: nessuno riesce a collegarlo a Phantom Bullet.